# Methylisobutylketon
Methyl-iso-butylketon (MIBK) (IUPAC-naam: 4-methylpentaan-2-on) is een keton dat veel wordt gebruikt als oplosmiddel. Het mengt slecht met water, heeft een hoog kookpunt en een polariteit die vergelijkbaar is met andere oplosmiddelen, zoals ethylacetaat. Methylisobutylketon is echter stabieler dan ethylacetaat onder basische en zure omstandigheden.

## Synthese
Methyl-iso-butylketon kan worden bereid door de auto-aldolcondensatie van aceton en het ontstane product (4-hydroxy-4-methylpentaan-2-on) te dehydrateren tot mesityloxide. Dit wordt vervolgens gehydrogeneerd met waterstofgas:

## Toepassingen
Methyl-iso-butylketon wordt hoofdzakelijk ingezet als organisch oplosmiddel en als extractievloeistof. Daarnaast wordt ze gebruikt voor het ondrinkbaar maken van ethanol in spiritus.